# Mikołaj (książę Grecji i Danii)
Nikolaos zu Schleswig-Holstein-Sonderburg-Glücksburg (ur. 22 lutego 1872 w Atenach, zm. 8 marca 1938 tamże) – książę Grecji i Danii.
Urodził się jako trzeci syn (czwarte dziecko) króla Grecji Jerzego I i jego żony królowej Olgi. 29 sierpnia 1902 w Carskim Siole poślubił wielką księżnę Rosji Elenę Władimirownę Romanową. Para miała trzy córki:
- Olgę (1903–1997)
- Elżbietę (1904–1955)
- Marinę (1906–1968)